# Lanzhousaurus magnidens
 Lanzhousaurus magnidens es la única especie conocida del género extinto  Lanzhousaurus   (“lagarto de Lanzhou”) de dinosaurio, ornitópodo, iguanodóntido que vivió a principios del período Cretácico, hace aproximadamente 135 millones de años, en el Valanginiense, en lo que es hoy Asia. Encontrado en el Lecho de Lanzhou, en la provincia de Gansu, en China. 

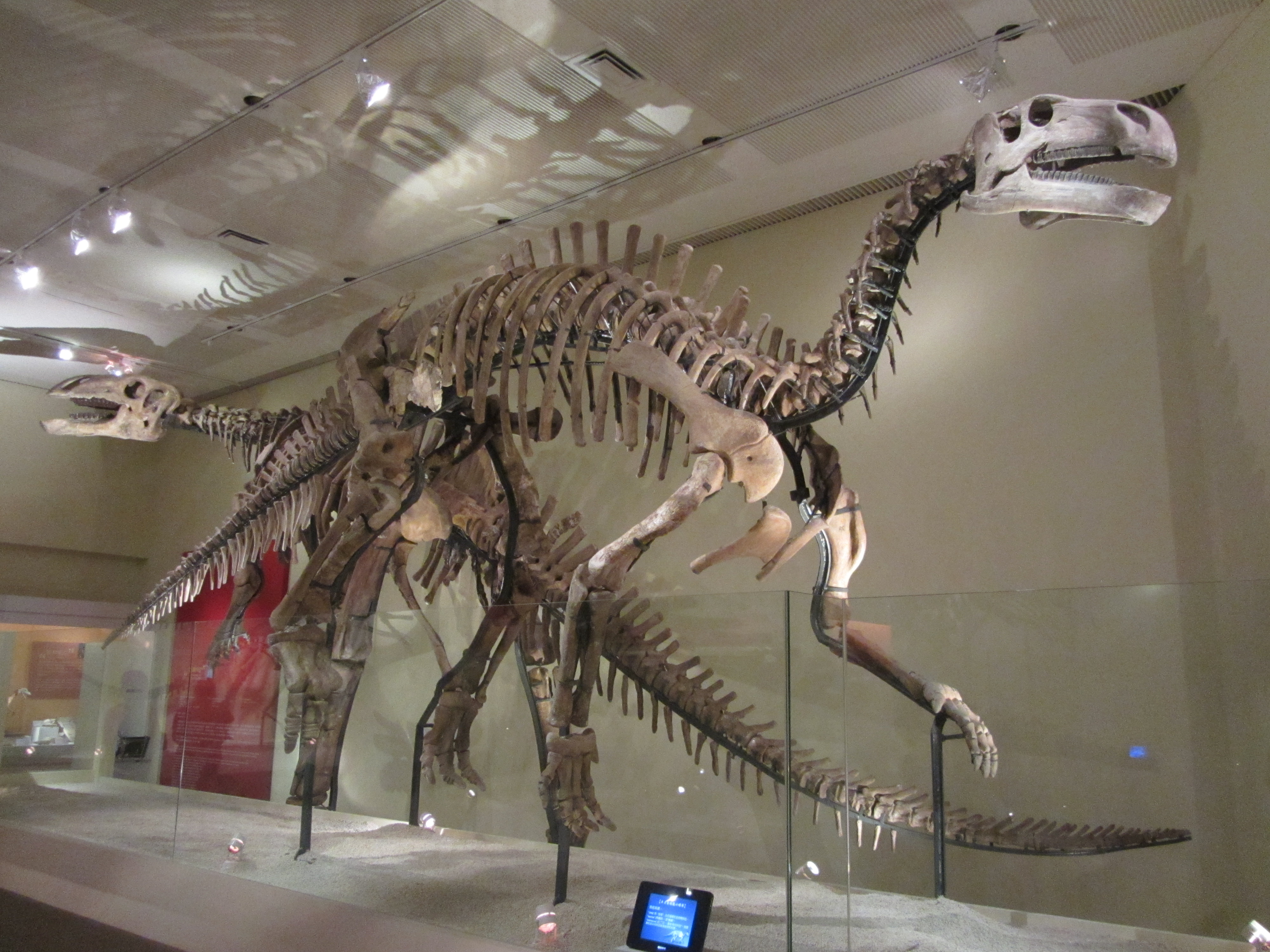
Esqueletos montados de un par de Lanzhousaurus.

Lanzhousaurus, fue un gran herbívoro bípedo de aproximadamente  10 metros de largo y un peso de 4 toneladas. Lo más resalta en este dinosaurio son sus dientes asombrosamente grandes, en especial comparado con los del os hadrosauridos que son mucho más pequeños. Sus dientes llegaron a medir 14 centímetros en una la mandíbula inferior de 1 metro de largo. Junto con Lurdusaurus, un dinosaurio de Níger, ambas especies representan un linaje de ornitópodos cuadrúpedos masivamente construidos, previamente desconocido. Este descubrimiento también implica una conexión cercana entre Eurasia y África durante el Cretácico temprano. Lanzhousaurus es diferente del resto de los iguanodóntidos en poseer dientes individuales grandes y un número pequeño de los mismos. Estos dientes son los más grandes descubiertos en un dinosaurio herbívoro conocido. Lurdusaurus es menos derivado que los Iguanodontidae, que desarrolló características derivadas tales como más de 20 dientes por fila dentaria, el Lanzhousaurus solo posee 14 y uno o dos cantos prominentes en la corona dentaria, y los metacarpos II y IV comprimidos. Las espinas neurales de la espalda son moderadamente alta, lo que le da un perfil bajo en la cruz.